# Rob Henneveld
Robertus „Rob“ Jacobus Henneveld (* 15. September 1963 in Maassluis) ist ein ehemaliger niederländischer Judoka. Er war Olympiasiebter 1984 und fünffacher Meister der Niederlande.

## Karriere
Der 1,80 m große Rob Henneveld kämpfte bis 1982 im Leichtgewicht, der Gewichtsklasse bis 71 Kilogramm. 1982 wurde er niederländischer Meister und belegte den zweiten Platz bei den Junioren-Europameisterschaften.
Ab 1983 trat Henneveld im Halbmittelgewicht an, der Gewichtsklasse bis 78 Kilogramm. In dieser Gewichtsklasse war er 1983, 1985, 1987 und 1988 niederländischer Meister. 1983 belegte er den siebten Platz bei den Europameisterschaften in Paris. Bei den Europameisterschaften 1984 in Lüttich erreichte er das Halbfinale und unterlag dem Ungarn Dénes Fogarasi. Den Kampf um eine Bronzemedaille verlor er gegen den Franzosen Michel Nowak. Bei den Olympischen Spielen 1984 in Los Angeles unterlag Henneveld in seinem Auftaktkampf dem Briten Neil Adams nach 1:41 Minuten. In der Hoffnungsrunde bezwang Henneveld Brett Barron aus den Vereinigten Staaten und verlor dann gegen Michel Nowak. In der Gesamtwertung belegte er den siebten Platz.
Hennevelds größter Erfolg in den Jahren danach war der dritte Platz bei den Militärweltmeisterschaften 1986. Henneveld war nach seiner aktiven Karriere als Judotrainer in seiner Heimatstadt Maassluis tätig. Er ist verheiratet mit der Judoka Chantal Han.